# Land van Valkenburg

De drie Landen van Overmaas, het Land van Valkenburg in blauw

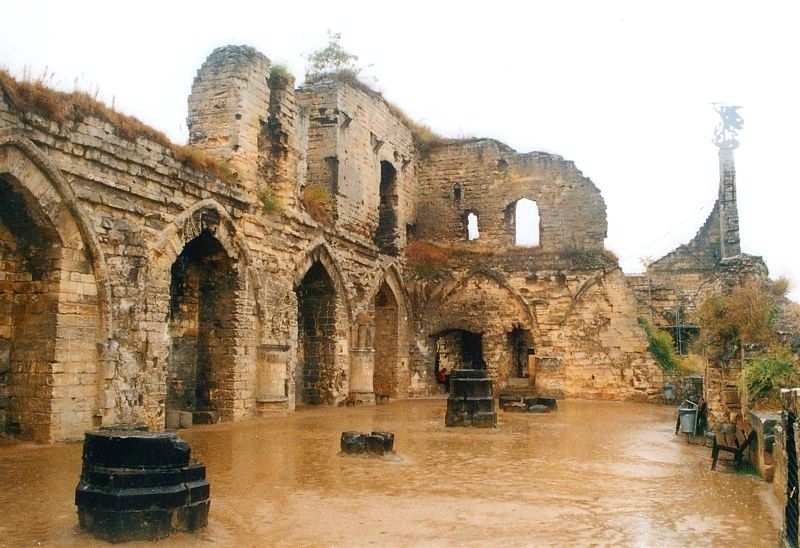
Ridderzaal van het kasteel van Valkenburg

De verdeling van Overmaas tussen Spanje en de Republiek (1661)

Het Land van Valkenburg was een heerlijkheid, vanaf 1357 graafschap, met het kasteel Valkenburg als stamburcht. Het gebied ligt tegenwoordig in het zuidelijke deel van Nederlands-Limburg.

## Omvang
Geografisch gezien besloeg de heerlijkheid een kerngebied in het dal van de Geul, dat later was uitgebreid naar het noorden. Vanaf 1334 bezat ze ook een exclave: de heerlijkheid Eijsden. Binnen het kerngebied lag één enclave: het kerkelijke domein Vaesrade. Voorts was de heerlijkheid Wijnandsrade wel leenroerig aan Valkenburg, maar genoot het rijksvrijheid.
Bestuurlijk gezien vormde het gebied lange tijd één geheel: alle dorpen en kerspelen stonden rechtstreeks onder de landsheer van Valkenburg. In de loop van de tijd, en vooral na 1500, werden sommige dorpen verheven tot onderheerlijkheden. Alle onderheerlijkheden waren leenroerig aan Valkenburg, met de uitzondering van Geleen dat in 1609 Brabants werd.
Gerechtelijk gezien bestond het gebied uit vier districten. Elk district had een hoofdbank (d.w.z. een rechtbank van hoger beroep), dat boven meerdere plaatselijke schepenbanken (d.w.z. rechtbanken van eerste aanleg) stond. De hoogste jurisdictie was voorbehouden aan een oppergerecht te Valkenburg, maar ook de hoofdbank van Heerlen had van oudsher deze bevoegdheid.
- In het noordoosten lag het district Heerlen. Dit was het grootste en kwam voort uit de oorspronkelijke heerlijkheid Heerlen. Later werden de plaatsen Schaesberg, Hoensbroek, Brunssum (met Schinveld en Jabeek) en Oirsbeek (met Amstenrade, Merkelbeek en Bingelrade) verheven tot eigen heerlijkheden. De heerlijkheid Heerlen bevatte hierna nog slechts de dorpen Heerlen, Nieuwenhagen, Voerendaal en Ubachsberg.
- In het noordwesten lag het district Beek, met de dorpen Oensel, Kelmond, Geverik, Beek en Neerbeek. De dorpen Geleen (met Spaubeek) en Schinnen groeiden uit tot heerlijkheden. Geleen werd in 1654 zelfs verheven tot "graafschap Geleen".
- In het zuidwesten lag het district Meerssen. Het omvatte in het noorden de heerlijkheden Meerssen, Bunde, Itteren, Ulestraten en Geulle; in het zuiden de dorpen Amby en Houthem.
- In het zuidoosten lag het district Klimmen: Schimmert, Hulsberg en de latere heerlijkheid Nuth. Voor wat betreft de inning van de belastingen vielen hieronder ook Oud-Valkenburg, Strucht, Schin op Geul (behalve in 1557-1593 en vanaf 1630; toen had dit dorp zijn eigen hoofdbank) en Eijsden.

## Geschiedenis
Het Land van Valkenburg werd langzaam maar zeker uitgebouwd dankzij de langdurige accumulatie van bezittingen en rechten in de regio, door de baanderheren die heersten vanuit Oud-Valkenburg. Zo ontwikkelden ze zich tegen de 13e eeuw tot machtige heren in de regio. Hierbij kwamen ze geregeld in conflict met de andere oprukkende grootmachten: Gulik, Gelre en Luik. Ook Brabant probeerde een positie uit te bouwen op de Rechtermaasoever. Dit leidde onder meer tot de Slag bij Woeringen (1288) en het daaropvolgende beleg van Valkenburg.
Via vererving kwam het Land van Valkenburg in 1118 in het bezit van de heren van Heinsberg. In 1352 stierf deze dynastie uit. In 1357 werd de heerlijkheid Valkenburg verheven tot graafschap. De nieuwe landsheer, hertog Willem van Gulik, was in geldnood en verpandde Valkenburg aan zijn aartsrivaal Brabant (1364). Die behield het gebied voorgoed, waarna het deel uitmaakte van Brabants "drie Landen van Overmaas". Wel verkocht Brabant later de noordelijke plaatsen Munstergeleen, Sittard en Born wederom aan Gulik. Anderzijds kocht het de meeste rechten in Heerlen (1378). De drossaard van Valkenburg vertegenwoordigde het gezag namens de hertog van Brabant. Hij was onder andere verantwoordelijk voor de inning van belastinggelden en de instandhouding van het kasteel en de stadsmuren. De drossaard Dirk van Pallandt zorgde er in 1465 voor dat het beleg door de Luikenaren kon worden afgeslagen.
Ten tijde van de Nederlandse Opstand heroverde de hertog van Parma de hoofdplaats (1578). Aan het einde van de Tachtigjarige Oorlog viel de stad weer in handen van de Republiek (1644). De Spaanse regering weigerde echter afstand te doen van het hele gebied. Pas dertien jaar na de Vrede van Münster bereikte men een akkoord over de verdeling: het Partagetraktaat (1661). Grosso modo bleef het noorden aan Spanje en ging het zuiden naar de Republiek. Deze verdeling werd in 1663 van kracht.
- Het Spaanse gedeelte (partage) omvatte o.a. Oud-Valkenburg, Brunssum en Geleen. Hierbij ook talrijke buitenlenen, zoals Limbricht, het kasteel Wolfrath, het klooster St.-Gerlach en de abdij van Godsdal.
- Het Staatse gedeelte omvatte o.a. Valkenburg, Heerlen, Meerssen en Eijsden. Enkele buitenlenen waren het Belgische Leut en het Duitse Hürth. Binnen het Spaanse Schaesberg werd ook de landweg Heerlen-Nieuwenhagen aan de Staten-Generaal gelaten.

In de Spaanse delen van het Land van Valkenburg was, zoals in alle Spaanse Nederlanden, uitsluitend het rooms-katholicisme toegelaten en werd vaak repressief opgetreden tegen andere godsdiensten. In de Staatse delen werd de Gereformeerde Kerk de publieke kerk. De bevolking in het Staatse gebied bleef echter overwegend rooms-katholiek. De meeste plaatsen hadden maar één kerk, dus werd deze vaak opengesteld voor erediensten uit de beide stromingen (het simultaneum). In de overige Generaliteitslanden bewees dit principe zijn nut al sinds 1633. Toch ontstonden er ook hier, net over de grenzen van de Republiek, grenskerken van katholieke gelovigen uit de Staatse partage.
Door de Spaanse Successieoorlog vererfden de Zuidelijke Nederlanden naar de Oostenrijkse tak van het Huis Habsburg (1713). In de Oostenrijkse tijd kwam een gebiedsruil tot stand, vastgelegd in het Verdrag van Fontainebleau (1785). Hierbij stond Oostenrijk in ruil voor het graafschap Dalhem enkele exclaves in het land van Valkenburg af. Het ging met name om het klooster St.-Gerlach, Oud-Valkenburg, Strucht, Schin op Geul en Schaesberg. De ruil werd grotendeels voorbereid en uitgevoerd door de toenmalige Staatse rentmeester van Overmaas, tevens landsadvocaat van Valkenburg, Willem Hendrik van Panhuys (1734-1808). Hierbij ontstond een conflict over de heerlijkheid Elsloo, waar Valkenburg de hoge jurisdictie bezat, maar de heer van Elsloo, Nicolas Antoine van Arberg (1736-1813), weigerde de eed van trouw af te leggen. De controverse eindigde in juridisch gesteggel, dat zich voortsleepte tot de komst van de Fransen in 1794, waardoor de zaak irrelevant werd.
In de Franse tijd werden de helften van Valkenburg herenigd binnen het departement Nedermaas (1795-1814), waaruit later de eerste provincie Limburg (1815-1839) voortkwam.

## Taal
De volkstaal was het Limburgs, maar de instanties hanteerden het Brabants. De inlijving door de Staten-Generaal bracht geen verandering in de positie van beide variëteiten. Vandaar zijn oude archiefstukken in het Brabantse dialect van het Middelnederlands opgesteld. We vinden een typisch Brabantse spelling ook terug in "-oi-" van "Oirsbeek".